# Rivière des Français
Rivière des Français (ang. French River) – gmina w Kanadzie, w prowincji Ontario, w dystrykcie Sudbury. Gmina ta jest dwujęzyczne i posiada dwie oficjalne nazwy (francuską i angielską). Nazwy w obu językach są identyczne z nazwą przepływającej przez gminę rzeki.
Liczba mieszkańców Rivière des Français wynosi 2 659. Język francuski jest językiem ojczystym dla 56,3%, angielski dla 40,3% mieszkańców (2006).